# گیرباکس سافت‌ور
گیرباکس سافت‌ور (به انگلیسی: Gearbox Software, L.L.C.) یک شرکت توسعه‌دهنده بازی ویدئویی آمریکایی است که در فریسکو، تگزاس مستقر است. این شرکت در فوریه ۱۹۹۹ توسط پنج توسعه دهنده قبلی Rebel Boat Rocker تأسیس شد. رندی پیچفورد، یکی از بنیان‌گذاران، به عنوان رئیس و مدیر عامل اجرایی کار کرد. در ابتدا گیرباکس یک بسته‌الحاقی برای عنوان نیمه‌عمر ولو توسعه داد، ولی بعداً نیمه‌عمر و دیگر بازی‌ها از این مجموعه را برای کنسول‌ها پورت کرد. در سال ۲۰۰۵، گیرباکس اولین مجموعه بازی‌های مستقل خود به اسم هم‌رزمان را بر روی کنسول و دستگاه‌های تلفن همراه منتشر کرد. این مجموعه به عنوان گل سرسبد شرکت شناخته شد و از آن، مجموعه کتاب‌های کمیک، مستند تلویزیونی، کتاب‌ها و اکشن فیگورها منتشر ساخت. دومین سری بازی اصلی آن‌ها، سرزمین‌های مرزی، در سال ۲۰۰۹ منتشر شد و تا سال ۲۰۱۵ بیش از ۲۶ میلیون نسخه فروخت.
گیرباکس با ایجاد شرکت ناشر Gearbox در سال ۲۰۱۵ گسترش یافت. یک شرکت هلدینگ، Gearbox Entertainment، به عنوان یکی از شرکت‌های Gearbox Software و Gearbox Publishing در سال ۲۰۱۹ تأسیس شد. در فوریه 2021 Gearbox Entertainment توسط Embracer Group خریداری شد و هفتمین برچسب بزرگ هلدینگ خود شد.

## بازی‌ها

### نیمه‌عمر
گیرباکس در مجموع شش بازی در مجموعه نیمه‌عمر توسعه داد: بسته‌های الحاقی نیروی مهاجم و آبی‌پوش. پورت کردن نیمه‌عمر برای دریم‌کست(که شامل آبی‌پوش بود) و نیمه‌عمر برای پلی‌استیشن ۲ (که شامل نیمه‌عمر: تباهی) بود؛ آنها همچنین مقدار زیادی کار در زمینه فروش فیزیکی کانتر استرایک و قسمت اصلی کانتر استرایک کاندیشن زیرو انجام دادند.

## فهرست بازی‌های ویدئویی

### به عنوان توسعه دهنده
| سال  | عنوان                              | سکو                                                                          | ناشر                  |
| ---- | ---------------------------------- | ---------------------------------------------------------------------------- | --------------------- |
| ۱۹۹۹ | نیمه‌عمر: نیروی مهاجم               | لینوکس، مک‌اواس، مایکروسافت ویندوز                                            | سییرا انترتینمنت      |
| ۲۰۰۱ | نیمه‌عمر: آبی‌پوش                    | لینوکس، مک‌اواس، مایکروسافت ویندوز                                            | سییرا انترتینمنت      |
| ۲۰۰۱ | نیمه‌عمر (بازی ویدئویی)             | پلی‌استیشن ۲ (پورت)                                                           | سییرا انترتینمنت      |
| ۲۰۰۱ | نیمه‌عمر: تباهی                     | پلی‌استیشن ۲                                                                  | سییرا انترتینمنت      |
| ۲۰۰۲ | Tony Hawk's Pro Skater 3           | مایکروسافت ویندوز (پورت)                                                     | اکتیویژن              |
| ۲۰۰۲ | جیمز باند ۰۰۷: شب جهنمی            | مایکروسافت ویندوز                                                            | الکترونیک آرتس        |
| ۲۰۰۳ | هیلو: نبرد تکامل                   | مایکروسافت ویندوز                                                            | اکس‌باکس گیم استودیوز  |
| ۲۰۰۵ | هم‌رزمان: راه تپه شماره ۳۰          | مک‌اواس، مایکروسافت ویندوز، پلی‌استیشن ۲, ایکس‌باکس                             | یوبی‌سافت              |
| ۲۰۰۵ | هم‌رزمان: حاصل خون                  | مک‌اواس، مایکروسافت ویندوز، موبایل، پلی‌استیشن ۲, Wii, ایکس‌باکس                | یوبی‌سافت              |
| ۲۰۰۶ | هم‌رزمان: روز دی                    | PlayStation Portable                                                         | یوبی‌سافت              |
| ۲۰۰۷ | Brothers in Arms DS                | نینتندو دی‌اس                                                                 | یوبی‌سافت              |
| ۲۰۰۸ | Samba de Amigo                     | Wii                                                                          | سگا                   |
| ۲۰۰۸ | هم‌رزمان: زمان دوبرابر              | مک‌اواس، Wii                                                                  | یوبی‌سافت              |
| ۲۰۰۸ | هم‌رزمان: بزرگراه جهنم              | مایکروسافت ویندوز، پلی‌استیشن ۳, ایکس‌باکس ۳۶۰                                 | یوبی‌سافت              |
| ۲۰۰۹ | سرزمین‌های مرزی (بازی ویدئویی)      | مک‌اواس، مایکروسافت ویندوز، پلی‌استیشن ۳, ایکس‌باکس ۳۶۰                         | ۲کی گیمز              |
| ۲۰۱۱ | Duke Nukem Forever                 | مک‌اواس، مایکروسافت ویندوز، پلی‌استیشن ۳, ایکس‌باکس ۳۶۰                         | ۲کی گیمز              |
| ۲۰۱۱ | Aliens: Infestation                | نینتندو دی‌اس                                                                 | سگا                   |
| ۲۰۱۲ | سرزمین‌های مرزی ۲                   | لینوکس، مک‌اواس، مایکروسافت ویندوز، پلی‌استیشن ۳, پلی‌استیشن ویتا، ایکس‌باکس ۳۶۰ | ۲کی گیمز              |
| ۲۰۱۲ | Borderlands Legends                | iOS                                                                          | ۲کی گیمز              |
| ۲۰۱۳ | بیگانگان: استعمار تفنگداران دریایی | مایکروسافت ویندوز، پلی‌استیشن ۳, ایکس‌باکس ۳۶۰                                 | سگا                   |
| ۲۰۱۴ | سرزمین‌های مرزی: قبل از عاقبت!      | لینوکس، مک‌اواس، مایکروسافت ویندوز، پلی‌استیشن ۳, ایکس‌باکس ۳۶۰                 | ۲کی گیمز              |
| ۲۰۱۵ | سرزمین‌های مرزی: هندسام کالکشن      | پلی‌استیشن ۴, اکس‌باکس وان                                                     | ۲کی گیمز              |
| ۲۰۱۵ | Homeworld Remastered Collection    | مک‌اواس، مایکروسافت ویندوز                                                    | گیرباکس سافت‌ور، Aspyr |
| ۲۰۱۶ | Battleborn                         | مایکروسافت ویندوز، پلی‌استیشن ۴, اکس‌باکس وان                                  | ۲کی گیمز              |
| ۲۰۱۶ | دوک نیوکم ۳ دی                     | مایکروسافت ویندوز، پلی‌استیشن ۴, اکس‌باکس وان                                  | گیرباکس سافت‌ور        |
| ۲۰۱۹ | Penn & Teller VR: F U, U, U, & U   | مایکروسافت ویندوز، PlayStation VR, Oculus Quest                              | گیرباکس سافت‌ور        |
| ۲۰۱۹ | سرزمین‌های مرزی ۳                   | مایکروسافت ویندوز، پلی‌استیشن ۴, اکس‌باکس وان                                  | ۲کی گیمز              |

### به عنوان ناشر
| سال  | عنوان                        | سکو                                                           | توسعه‌دهنده                |
| ---- | ---------------------------- | ------------------------------------------------------------- | ------------------------- |
| ۲۰۱۶ | Homeworld: Deserts of Kharak | مک‌اواس، ویندوز                                                | Blackbird Interactive     |
| ۲۰۱۷ | توفان گلوله                  | ویندوز، نینتندو سوئیچ، پلی‌استیشن ۴, اکس‌باکس وان               | People Can Fly, اپیک گیمز |
| ۲۰۱۷ | فورتنایت (فیزیکی)            | ویندوز، پلی‌استیشن ۴, اکس‌باکس وان                              | اپیک گیمز                 |
| ۲۰۱۷ | Desert Bus VR                | ویندوز                                                        | Dinosaur Games            |
| ۲۰۱۸ | وی هپی فیو                   | ویندوز، پلی‌استیشن ۴, اکس‌باکس وان                              | Compulsion Games          |
| ۲۰۱۸ | Earthfall                    | ویندوز، پلی‌استیشن ۴, اکس‌باکس وان، نینتندو سوئیچ               | Holospark                 |
| ۲۰۱۹ | Trover Saves the Universe    | ویندوز، پلی‌استیشن ۴, اکس‌باکس وان، نینتندو سوئیچ               | Squanch Games             |
| ۲۰۲۰ | Risk of Rain 2               | ویندوز، نینتندو سوئیچ، پلی‌استیشن ۴, اکس‌باکس وان، گوگل استادیا | Hopoo Games               |
| ۲۰۲۰ | گادفال                       | ویندوز، پلی‌استیشن ۵                                           | Counterplay Games         |
| ۲۰۲۱ | Tribes of Midgard            | ویندوز، پلی‌استیشن ۵                                           | Norsfell Games            |
| ۲۰۲۲ | Homeworld 3                  | ویندوز                                                        | Blackbird Interactive     |